# Chalcorana megalonesa
Chalcorana megalonesa es una especie de anfibio anuro de la familia Ranidae.

## Distribución geográfica
Esta especie es endémica de los estados de Sarawak y Sabah en el este de Malasia en la isla de Borneo. 
Su presencia es incierta en Indonesia en Kalimantan.

## Descripción
Los machos miden de 33.3 a 48.2 mm y las hembras de 45.4 a 65.6 mm.

## Etimología
El nombre específico megalonesa proviene del griego megalo, grande y nesos, la isla, en referencia a la presencia de la especie en la gran isla de Borneo.

## Publicación original
- Inger, Stuart & Iskandar, 2009 : Systematics of a widespread Southeast Asian frog, Rana chalconota (Amphibia: Anura: Ranidae). Zoological Journal of the Linnean Society, vol. 155, p. 123-147[5]